# Alfredo Rego
Francisco Alfredo Rego (* 29. Dezember 1946) ist ein ehemaliger guatemaltekischer Skirennläufer.

## Karriere
Rego bestritt sein erstes internationales Rennen bei den Olympischen Winterspielen 1988 in Calgary. Dort belegte er als beste Platzierung 54. Rang im Slalom. Seine ersten Weltmeisterschaften bestritt er 1989 in Vail. Dort belegte er bei sämtlichen Starts den letzten Platz, am besten schnitt er noch im Slalom mit Platz 31 ab. Dies sollte zugleich seine beste Platzierung bei einem internationalen Großereignis bleiben. 
Sein letztes internationales Rennen bestritt Rego bei den Weltmeisterschaften 2001 in St. Anton am Arlberg, wobei er Rang 47 im Slalom belegte. 
Zuletzt war Rego im März 2013 bei einem FIS-Riesenslalom in Turnau gemeldet, trat jedoch schließlich nicht zum ersten Durchgang an. Seitdem ist er als Rennläufer nicht mehr in Erscheinung getreten.

## Erfolge

### Olympische Winterspiele
- Calgary 1988: 54. Slalom, 69. Riesenslalom, DNS Super-G

### Weltmeisterschaften
- Vail 1989: 31. Slalom, 68. Riesenslalom, 92. Super-G
- Morioka 1993: 49. Slalom, 54. Riesenslalom
- St. Anton 2001: 47. Slalom